# Zips d'Akron

Logo avec la mascotte Zippy.

Les Zips d'Akron (en anglais : Akron Zips) sont un club omnisports universitaire de l'université d'Akron à Akron dans l'Ohio. Les équipes des Zips participent aux compétitions universitaires organisées par la National Collegiate Athletic Association. Akron fait partie de la division Mid-American Conference depuis 1992.
Les résultats des Zips sont nettement à la hausse avec en 2005 une place de numéro un national acquise par l'équipe masculine de football (soccer), une qualification de l'équipe masculine de basket-ball aux phases finales du championnat NCAA, une participation à un bowl de fin de saison pour l'équipe de football américain (Motor City Bowl) et la victoire des équipes masculine et féminine de cross country en championnat de conférence.
Les Zips sont rivaux des Golden Flashes de Kent State et le match annuel de football américain opposant ces deux voisins (16 km) est couronné d'un trophée : le Wagon Wheel (en), disputé depuis 1946. Akron a remporté 8 des 9 dernières éditions.

## Origine du nom de l'équipe
Le surnom des « Zips » est une abréviation de Zippers, chaussures de sport populaires dans les années 1920-1930 et qui étaient fabriquées à Akron.

## Palmarès national
- Soccer masculin : 2010